# Борк, Константин Константинович
Константин Константинович Борк (1869—?) — русский военачальник, генерал-майор.

## Биография
Родился 10 марта 1869 года[по какому календарю?] в православной семье в Могилёвской губернии.
Образование получил в Орловском Бахтинском кадетском корпусе.
В военную службу вступил 1 сентября 1888 года. Окончил 2-е военное Константиновское училище (1890); выпущен в 5-ю резервную артиллерийскую бригаду. Позже служил в 3-й резервной артиллерийской бригаде и 2-й запасной артиллерийской бригаде.
Подпоручик (ст. 10.08.1890). Находился в запасе с 12.11.1893 по 22.01.1896. Поручик (ст. 20.08.1895). Штабс-капитан (ст. 27.07.1899).
Окончил Николаевскую академию Генерального штаба (1902; по 1-му разряду). Капитан (ст. 28.05.1902). Лагерный сбор отбывал в Одесском военном округе. Цензовое командование ротой отбывал в 57-м пехотном Модлинском полку (04.11.1902—15.05.1904).
Участник русско-японской войны 1904—1905. Старший адъютант штаба 71-й пехотной дивизии (01.06.1904—14.04.1907). Старший адъютант штаба 43-й пехотной дивизии (14.04.—05.05.1907).
Подполковник (ст. 22.04.1907). Штаб-офицер для особых поручений при штабе 1-го Кавказского армейского корпуса (05.05.—04.11.1907). Штаб-офицер для особых поручений при штабе 12-го армейского корпуса (04.11.1907—07.03.1908). Старший адъютант штаба Одесского военного округа (с 07.03.1908). Цензовое командование батальоном отбывал в 14-м стрелковом полку (21.05.—22.09.1909).
Полковник (ст. 10.04.1911). Участник Первой мировой войны. Командир 16-го Сибирского стрелкового полка (на 21.05.1915).
Генерал-майор (пр. 21.05.1915; ст. 14.02.1915; за отличия в делах). В июле 1915 года находился в том же чине и командующий тем же полком. Начальник штаба 79-й пехотной дивизии (с 22.12.1915). Начальник штаба 2-го Сибирского армейского корпуса (30.08.-01.11.1916). Начальника штаба 2-го армейского корпуса (01.11.1916-13.04.1917). Командующий 115-й пехотной дивизией (с 13.04.1917).
В армии Украинской Державы находился с 17 мая 1918 года — генерал-хорунжий, исполняющий должность командира 3-й пехотной дивизии с 9 ноября 1918 года.
На 1 января 1919 года К. К. Борк находился под арестом в Виннице. Дальнейшая его судьба неизвестна.

## Награды
- Награждён орденом Св. Георгия 4-й степени (8 июля 1915) — «За то, что в бою 14-го февраля 1915 года, у д. Бартники, лично управляя действиями полка, правильно оценил обстановку и, приняв верное решение овладеть „Польным Млыном“ и отсюда действовать во фланг немцам, выполнил эту задачу ударом в штыки, причем было взято три пулемёта и около 500 пленных, после занятия этой деревни, бой дивизии принял решительный оборот в нашу пользу, результатом чего немцы в беспорядке отступили от Прасныша»[1].
- Также награждён орденами: Св. Анны 4-й степени (1905); Св. Станислава 3-й степени с мечами и бантом (1905); Св. Анны 3-й степени с мечами и бантом (1905); Св. Станислава 2-й степени с мечами (1906); Св. Анны 2-й степени с мечами (1906); Св. Владимира 4-й степени с мечами и бантом (1907); Св. Владимира 3-й степени с мечами (1914).